# Endocannabinoidi

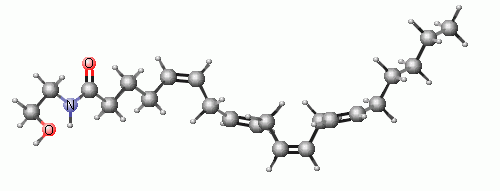
Struttura dell'anandamide

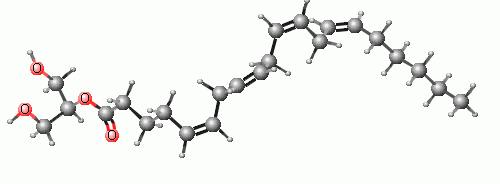
Struttura del 2-arachidonoilglicerolo

Gli endocannabinoidi sono una classe di lipidi bioattivi. Essi hanno in comune la capacità di legarsi ai recettori cannabinoidi, gli stessi con cui interagiscono i fitocannabinoidi.

Il primo endocannabinoide ad essere stato identificato, nel 1992, è l'anandamide (AEA), seguito dal 2-arachidonoilglicerolo (2-AG). Più recentemente sono stati identificati almeno altri tre cannabinoidi endogeni: il 2-arachidonil-gliceril-etere (noladin, 2-AGE), un analogo strutturale del 2-AG, la virodamina e la N-arachidonoildopamina (NADA). 
Questi mediatori lipidici, insieme con i recettori dei cannabinoidi e i correlati processi di sintesi, trasporto e degradazione, costituiscono il cosiddetto sistema endocannabinoide
.
Mancando di una specifica affinità con i recettori CB1 e CB2 la palmitoiletanolamide (PEA), o altre n-aciletanolamine strutturalmente correlate, non possono essere considerate endocannabinoidi anche se è dimostrata una attività sinergica con i principali endocannabinoidi.

## Biosintesi e degradazione degli endocannabinoidi

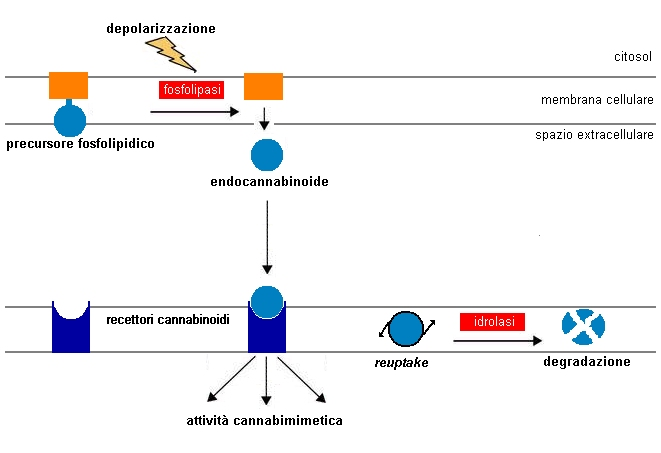
Meccanismi di biosintesi e degradazione degli endocannabinoidi

Gli endocannabinoidi vengono prodotti da molti tipi di cellule attraverso multiple vie biosintetiche. Vengono sintetizzati in risposta a molti stimoli ( on demand ) a partire da precursori fosfolipidici di membrana. Nei neuroni Il processo di biosintesi è attivato dalla depolarizzazione della membrana cellulare.

In particolare, per l'anandamide il meccanismo comunemente accettato prevede l'idrolisi enzimatica, catalizzata da una fosfolipasi di tipo D, di un precursore fosfolipidico, l'N-arachidonoil-fosfatidiletanolammina (NArPE).

I processi biosintetici che portano alla formazione del 2-arachidonoilglicerolo (2-AG) possono seguire meccanismi diversi, ma l'ipotesi più consistente è quella che prevede la formazione di un di-acil-glicerolo che viene poi idrolizzato a 2-AG attraverso l'azione di una fosfolipasi di tipo C.

Una volta sintetizzati, gli endocannabinoidi vengono immediatamente rilasciati dalla cellula e si legano ai recettori cannabinoidi presenti su cellule limitrofe o sulla stessa cellula che li ha prodotti, comportandosi così come mediatori autocrini o paracrini.

In particolare si è ipotizzato che gli endocannabinoidi si comportino da messaggeri retrogradi: sintetizzati nella cellula postsinaptica, andrebbero ad attivare i recettori CB1 degli assoni della cellula presinaptica.
Espletata la loro azione biologica, gli endocannabinoidi verranno inattivati mediante meccanismi di degradazione o di riciclo regolati enzimaticamente. Tali processi prevedono: (i) la “ricaptazione” (reuptake) per diffusione passiva attraverso la membrana cellulare o mediata da carrier specifico, (ii) l'idrolisi intracellulare enzimatica e (iii) il riciclo dei prodotti di idrolisi nei fosfolipidi di membrana. L'enzima responsabile dell'idrolisi dell'anandamide, la Fatty Acid Amide Hydrolase (FAAH), in alcune condizioni è responsabile anche dell'idrolisi del 2-AG per il quale, comunque, esistono anche altre idrolasi più o meno selettive. 

Il noladin, la cui biosintesi non è stata ancora chiarita, e la cui struttura non consente l'idrolisi enzimatica, viene metabolizzato dopo la ricaptazione cellulare mediante incorporazione in fosfolipidi di membrana.

## Ruolo fisiopatologico degli endocannabinoidi
Quello degli endocannabinoidi costituisce un sistema di neuromodulazione in grado di regolare l'eccitabilità neuronale, mediante inibizione della comunicazione attraverso giunzioni comunicanti o mediante interazioni con le trasmissioni GABA-ergica, serotonergica, glutamatergica e dopaminergica. 

Per conoscere compiutamente il ruolo fisio-patologico degli endocannabinoidi è necessario approfondire ulteriormente gli studi sull'argomento. Sulla base di ciò che è già noto si può comunque ipotizzare un ruolo centrale in numerose funzioni.
- In particolare, è stato almeno parzialmente chiarito che le proprietà antiemetiche dei cannabinoidi sono da mettere in relazione al ruolo del sistema cannabinoide endogeno nella regolazione dei circuiti cerebrali del vomito[19].
- Il coinvolgimento del sistema endocannabinoide nei meccanismi che modulano l'appetito è stato recentemente evidenziato da un significativo aumento dei livelli di endocannabinoidi in tre differenti modelli animali di obesità[20].
- È stato evidenziato un coinvolgimento del sistema endocannabinoide endogeno nella modulazione della spasticità associata alla sclerosi multipla[21].
- Sempre più numerose evidenze testimoniano la attività analgesica degli endocannabinoidi e le loro interazioni sinergiche con il sistema degli oppioidi endogeni[22][23][24][25][26].
- Recentemente è stato ancora evidenziato il ruolo del sistema endocannabinoide nei processi che regolano la memoria con particolare attenzione alla fase di estinzione di memorie avverse.[27].
- Un recente studio ha inoltre approfondito le proprietà anticonvulsivanti degli endocannabinoidi. In particolare l'anandamide si è rivelata efficace in un modello animale di epilessia, indicando che probabilmente l'attività convulsiva è modulata dal tono del sistema cannabinoide endogeno[28].
- L'azione vasodilatatoria e ipotensiva degli endocannabinoidi è stata chiamata in causa nella genesi della ipotensione associata a shock emorragico ed endotossinico ma il loro esatto ruolo fisiopatologico deve essere ancora approfondito[29][30][31].
- Esistono evidenze a sostegno di un ruolo degli endocannabinoidi nella regolazione dei processi riproduttivi: in particolare l'anandamide sembra giocare un ruolo cruciale nella regolazione della fertilità, nel processo di attecchimento dell'embrione e nella progressione della gestazione[32][33].
- Gli endocannabinoidi sembrano avere un ruolo nella modulazione della risposta immunitaria[34][35][36] e potrebbero avere un ruolo terapeutico nelle malattie infiammatorie croniche intestinali[37].
- Gli endocannabinoidi vengono prodotti per proteggere l'organismo da danni causati da varie situazioni patologiche, esercitando azione anti-ossidativa[38].
- È possibile ipotizzare per tali molecole una funzione "anti-stress" simile e complementare a quella esercitata dalle endorfine sia a livello centrale che periferico.
- Una menzione particolare merita, per concludere, il ruolo del sistema cannabinoide nella regolazione dei processi di proliferazione cellulare che sono alla base della crescita dei tumori[39].